# NGC 6753
NGC 6753 este o hi (21cm) source⁠(d) situată în constelația Păunul. A fost descoperită în 1836 de către John Herschel. Se află la o distanță de 23,99 de megaparseci de Pământ.